# Карп (тип підводного човна)

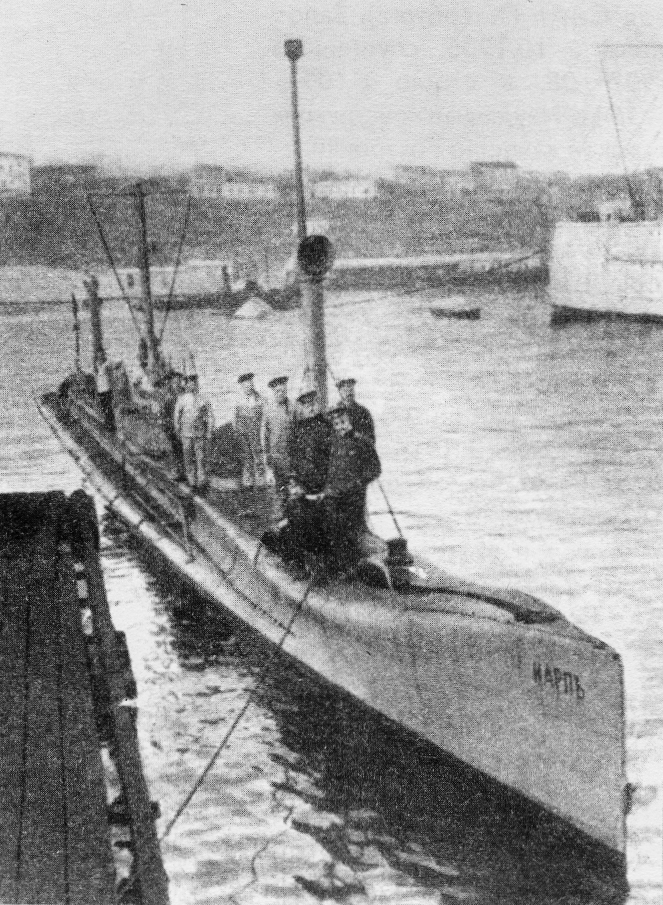
Підводний човен «Карп», Севастополь, 1918 р.

«Карп» — серія підводних човнів, побудованих у 1904–1906 роках у Німеччині за проектом «E».
За часів національно-визвольних змагань 1917–1919 рр. два підводні човни цього класу («Карп» та «Карась») входили до складу Українських військово-морських сил.

## Історія
Після початку російсько-японської війни Морський технічний комітет Російської імперії було поставлено завдання у найкоротший термін посилити флот в цілому, й підводний флот зокрема. З цією метою було розміщено замовлення на розробку субмарин на вітчизняних заводах та вирішено закупити підводні човни за кордоном.
24 травня 1904 року російський урядом з представником німецької фірми «Ф. Круппа» К. Вахтером було підписано контракт на будівництво трьох субмарин типу «Е».
Ці підводні човни будувались під заводськими номерами 109, 110, 111. Зважаючи на те, що констурція кораблів була новою, у контракті не передбачалось санкцій за невиконання умов договору. Після заводських випробувань, човни повинні були бути розібрані, перевезені залізницею до Росії та знову зібрані. Як дар за підписаний контракт Ф. Круп безкоштовно передав Російській імперії субмарину «Форель» (переведено на Тихий океан).
Човни було закладено 1904 року на заводі «Германіа». У серпні 1905 року Росія відмовилась від доставки кораблів залізницею та запропонувала перевести їх у Лібаву (Лієпія) морем. Будівництво кораблів затягнулось й випробування завершились лише влітку 1907 року у Кілі (Німеччина). Під час будівництва виникало багато непорозумінь між заводом та представниками російського уряду через небажання внести конструктивні удосконалення у проект. Конструкція човнів виявилась недосконалою, тому багато недопрацювань та незручностей було виявлено під час експлуатації човнів.
22 квітня 1908 року — три човни типу «Карп» було відправлено залізницею з Лієпаї до Севастополя. 4 травня судна прибули до Севастополя та були зараховані до Навчального загону підводного плавання Чорноморського флоту.
29 травня 1909 року, під час навчань у Севастопольській бухті, підводний човен «Камбала» зіштовхнувся з панцерником «Ростислав» та затонув. Під час роботи водолазів з'ясувалось, що човен розвалився навпіл. Дві частини лежали на глибині 58 метрів на відстані 32 метри одна від одної. Носову частину човна було піднято того ж року. Кормова — залишилась на ґрунті. Підводний човен «Камбала» було виключено з реєстру кораблів флоту 17 січня 1911 року.
1909 року на субмаринах «Карп» та «Карась» була проведена часткова модернізація, що підвищила безпеку суден.
У лютому 1917 року обидва підводні човни були виведені з бойового складу ЧФ та базувались у Севастополі, використовувалися для навчання підводників.
Після Лютневої революції значно актуалізувався національно-визвольний рух українців на Чорноморському флоті. Провідником українського руху стала рада Української чорноморської громади. У квітні 1917 року майже на всіх кораблях Чорноморської флоти вже існували українські корабельні ради, так само як у сухопутних частинах Севастопольської морської кріпості й повітрофлоті.
Активно діяли українські ради й в ескадрі підводних човнів під командуванням контр-адмірала В'ячеслава Клочковського. Протягом 1917 року моряки-чорноморці активно виступали на підтримку УНР та звертались до Центральної Ради з вимогою рішучих дій по українізації Чорноморського флоту та створенню Українських військово-морських сил.
12 жовтня 1917 року на відзначення українізації трьох кораблів Балтійського флоту: крейсера «Светлана» та ескадрених міноносців «Україна» та «Гайдамак» на всіх кораблях та установах Чорноморського Флоту, в тому числі й на гідрокрейсері «Дакія», на один день було піднято національні українські прапори та стеньгові сигнали «Хай живе вільна Україна». В той час на Балтійському морі активно діяв Український військово-морський революційний штаб Балтійського флоту.
14 січня 1918 року Центральна Рада прийняла «Тимчасовий Закон про український державний флот», відповідно до якого: «Російський Чорноморський флот… проголошується флотом Української Народної Республіки…» та «Українська Народна Республіка переймає на себе всі зобов'язання російського уряду щодо Чорноморського флоту й щодо утримання флоту й портів». Таким чином всі кораблі та підводні човни увійшли до складу Військово-морських сил УНР.
20 січня 1918 на підводному човні «Карп» було піднято український прапор. Навесні 1918 року обидва кораблі увійшли до складу ВМС УНР.
У квітні 1918 року, екіпажі підводних човнів відкинули вимогу Раднаркому радянської Росії йти до Новоросійська й підтвердили приналежність до ВМС УНР. Не дозволили підводники вивезти більшовикам й майно своєї бригади.
За часів Гетьманату субмарини «Карп» та «Карась» входили до складу Військово-морських сил Української Держави.
У грудні 1918 р. човни були захоплені військами Антанти. Затоплені ними поблизу Севастополя у квітні 1919 року.

## Представники
| Назва   | Закладено            | Спущено на воду | Введено до ладу | Затонув        |
| ------- | -------------------- | --------------- | --------------- | -------------- |
| Карп    | травень-червень 1904 | червень 1905    | 1 серпня 1907   | 26 квітня 1919 |
| Карась  | травень-червень 1904 | 30 травня 1906  | 10 вересня 1907 | 26 квітня 1919 |
| Камбала | травень-червень 1904 | липень 1907     | 8 вересня 1907  | 29 травня 1909 |